# Piotr Sokolnicki
Piotr Sokolnicki herbu Nowina (zm. w 1758 roku) – chorąży poznański od 1742 roku, chorąży kaliski w latach 1738–1742, chorąży wschowski w latach 1729–1738, cześnik wschowski w latach 1717–1729.
Był posłem województwa kaliskiego i poznańskiego na sejm 1720 roku.